# 제4차 중국의 베트남 지배
제4차 중국의 베트남 지배는 중국의 베트남 지배의 네번째 시대로서, 호 왕조의 멸망부터 후 레 왕조의 수립까지 중국이 베트남 북부를 지배한 일이다. 이 시기에 후 쩐 왕조가 명나라에 항쟁했다.

## 같이 보기
- 중국의 베트남 지배
- 명-호 전쟁
- 람선 봉기